# Zdeněk Pospěch
Zdeněk Pospěch (ur. 14 grudnia 1978 w Opawie) – czeski piłkarz występujący najczęściej na pozycji prawego obrońcy. Od 2014 roku gra w drużynie SFC Opava.

## Kariera klubowa
Zdeněk Pospěch zawodową karierę rozpoczynał w 1996 roku w SFC Opava. Sezon 1997/1998 spędził na wypożyczeniu w FC Dukla Hranice, a sezon 1998/1999 na tej samej zasadzie w Fotbal Třinec. W 2001 roku Pospěch podpisał kontrakt z Baníkiem Ostrawa. W 2004 roku wywalczył z nim mistrzostwo, a w 2005 roku puchar kraju. Dla Baníka Pospěch rozegrał łącznie 129 ligowych pojedynków, w których 21 razy wpisał się na listę strzelców.
Latem 2005 roku czeski obrońca przeniósł się do Sparty Praga, gdzie od razu wywalczył sobie miejsce w podstawowej jedenastce. W jej barwach udało mu się zadebiutować w rozgrywkach Ligi Mistrzów. W 2006 i 2007 roku Pospěch sięgnął ze Spartą po krajowy puchar, natomiast w 2007 roku zwyciężył także w ligowych rozgrywkach. W czasie pobytu w Pradze Czech rozegrał dla swojego zespołu 72 mecze. W sezonie 2003/2004 strzelił dziewięć bramek i tym samym stał się jednym z najlepszych strzelców drużyny.
23 stycznia 2008 roku Pospěch za niecałe dwa miliony euro został zawodnikiem FC København, gdzie występuje między innymi u boku swojego rodaka – Libora Sionko. W nowym klubie Pospěch zadebiutował 16 marca w wygranym 4:1 wyjazdowym spotkaniu przeciwko Lyngby Boldklub.
W 2011 roku Pospěch przeszedł do 1. FSV Mainz 05. W 2014 roku wrócił do SFC Opava.

## Kariera reprezentacyjna
W reprezentacji Czech Pospěch zadebiutował 17 sierpnia 2005 roku w przegranym 1:2 spotkaniu przeciwko Szwecji. 14 maja 2008 roku Karel Brückner powołał go do kadry na mistrzostwa Europy, jednak na turnieju Pospěch nie rozegrał ani jednego meczu. 19 listopada tego samego roku strzelił swojego pierwszego gola dla drużyny narodowej w wygranym 3:0 pojedynku z San Marino.